# رئيس تنزانيا
رئيس جمهورية تنزانيا المتحدة (بالسواحلية: Rais wa Jamhuri ya Muungano wa Tanzania)‏ هو رئيس الدولة ورئيس حكومة تنزانيا. يقود الرئيس السلطة التنفيذية لحكومة تنزانيا وهو القائد الأعلى للقوات المسلحة. يحصل رئيس تنزانيا على راتب سنوي قدره 84 مليون شيلينغ تانزاني وهو ما يعادل 42 ألف دولار.

## الملكية (1961–1962)
وكانت خلافة العرش هي نفس خط الخلافة على العرش البريطاني.
| الرقم | الصورة | الإسم (الميلاد-الوفاة)              | الحكم         | الحكم         | الحكم         | البيت الملكي | رئيس وزراء تنزانيا         |
| الرقم | الصورة | الإسم (الميلاد-الوفاة)              | أخذ المنصب    | ترك المنصب    | زمن المنصب    | البيت الملكي | رئيس وزراء تنزانيا         |
| ----- | ------ | ----------------------------------- | ------------- | ------------- | ------------- | ------------ | -------------------------- |
| 1     |        | الملكة إليزابيث الثانية (1926–2022) | 9 ديسمبر 1961 | 9 ديسمبر 1962 | 1 سنة و0 أيام | وندسور       | جوليوس نيريري رشيدي كاواوا |

الحالة
| الرقم | الصورة | الإسم (الميلاد-الوفاة)            | الحكم         | الحكم         | الحكم         | الملك            | رئيس وزراء تنزانيا         |
| الرقم | الصورة | الإسم (الميلاد-الوفاة)            | أخذ المنصب    | ترك المنصب    | زمن المنصب    | الملك            | رئيس وزراء تنزانيا         |
| ----- | ------ | --------------------------------- | ------------- | ------------- | ------------- | ---------------- | -------------------------- |
| 1     |        | ريتشارد جوردن تيرنبول (1909–1998) | 9 ديسمبر 1961 | 9 ديسمبر 1962 | 1 سنة و0 أيام | إليزابيث الثانية | جوليوس نيريري رشيدي كاواوا |

## رئيس تنجانيقا
بموجب دستور عام 1962، وهو أول دستور لجمهورية جمهورية تنجانيقا، حل الرئيس محل الملك كرئيس تنفيذي للدولة. وفي حالة وجود منصب شاغر، يشغل نائب رئيس تنجانيقا منصب الرئيس بالنيابة.
الحالة
| No. | الصورة | الإسم (الميلاد- الوفاة)   | الإنتخابات | المنصب        | المنصب         | المنصب          | الحزب السياسي                     |
| No. | الصورة | الإسم (الميلاد- الوفاة)   | الإنتخابات | أخذ المنصب    | ترك المنصب     | زمن المنصب      | الحزب السياسي                     |
| --- | ------ | ------------------------- | ---------- | ------------- | -------------- | --------------- | --------------------------------- |
| 1   |        | جوليوس نيريري (1922–1999) | 1962       | 9 ديسمبر 1962 | 29 أكتوبر 1964 | 1 سنة و325 أيام | الاتحاد الوطني الأفريقي لتنجانيقا |

## رئيس تنزانيا
أصبح الرئيس هو الرئيس التنفيذي للدولة، خلفًا لرئيس تنجانيقا ورئيس زنجبار بموجب أول دستور لجمهورية تنزانيا المتحدة الذي أقر في عام 1964. كان ينتخب الرئيس عبر استفتاء تأكيدي بالموافقة أو الرفض لفترة خمس سنوات بعد أن يرشحه حزب TANU/CCM. ثم عادت تنزانيا لنظام التعددية الحزبية في عام 1992 أُدخلت الانتخابات التنافسية في عام 1995 ينتخب فيها الرئيس بالأغلبية النسبية للأصوات. يتولى نائب الرئيس مهام الرئاسة للفترة المتبقية من الولاية في حال شغور المنصب.
حصل الرئيس السابق جون بومبيه ماغوفولي على راتب شهري قدره 9 ملايين شيلينغ تنزاني (حوالي 4000 دولار أمريكي).
الحالة
| No. | الصورة | الإسم (الميلاد- الوفاة)         | الإنتخابات     | المنصب        | المنصب                            | المنصب                       | الحزب السياسي                                     | رئيس وزراء تنزانيا     |
| No. | الصورة | الإسم (الميلاد- الوفاة)         | الإنتخابات     | أخذ المنصب    | ترك المنصب                        | زمن المنصب                   | الحزب السياسي                                     | رئيس وزراء تنزانيا     |
| --- | ------ | ------------------------------- | -------------- | ------------- | --------------------------------- | ---------------------------- | ------------------------------------------------- | ---------------------- |
| 1   |        | جوليوس نيريري (1922–1999)       | 1965 1970 1975 | 1 نوفمبر 1964 | 5 نوفمبر 1985 (رفض إعادة انتخابه) | 21 سنوات و4 أيام             | الاتحاد الوطني الأفريقي لتنجانيقا                 | رشيدي كاواوا           |
|     | 1980   | جوليوس نيريري (1922–1999)       | الحزب الثوري   | 1 نوفمبر 1964 | 5 نوفمبر 1985 (رفض إعادة انتخابه) | 21 سنوات و4 أيام             | رشيدي كاواوا سوكويني مسويا سوكويني سليم أحمد سليم |                        |
| 2   |        | علي حسن مويني (2024-1925)       | الحزب الثوري   | 1985 1990     | 5 نوفمبر 1985                     | 23 نوفمبر 1995               | 10 سنوات و18 أيام                                 | واريوبا ماليسيلا مسويا |
| 3   |        | بنيامين مكابا (1938–2020)       | الحزب الثوري   | 1995 2000     | 23 نوفمبر 1995                    | 21 نوفمبر 2005               | 10 سنوات و28 أيام                                 | مسويا فريدريك سوماي    |
| 4   |        | جاكايا كيكويتي (مواليد 1950)    | الحزب الثوري   | 2005 2010     | 21 نوفمبر 2005                    | 5 نوفمبر 2015                | 9 سنوات و319 أيام                                 | سمية لواسا بيندا       |
| 5   |        | جون بومبيه ماغوفولي (1959–2021) | الحزب الثوري   | 2015 2020     | 5 نوفمبر 2015                     | 17 مارس 2021 (توفي في منصبه) | 5 سنوات و132 أيام                                 | قاسم مجاليوا           |
| 6   |        | سامية صولحو حسن (مواليد 1960)   | الحزب الثوري   | —             | 19 مارس 2021                      | حالي                         | 4 سنوات و2 أيام                                   | قاسم مجاليوا           |